# Øvelse i teamwork
Øvelse i teamwork er en film med ukendt instruktør.

## Handling
Film om NATO: